# 东山区 (揭阳市)
东山区是原中国广东省揭阳市下辖的一个行政管理区，1994年5月设立，为揭阳市政府驻地，已撤销。撤销前区域总面积47.75平方公里，常住人口17.47万。

## 历史及行政区划
东山区的前身是东山公社，揭阳建市后划归榕城区，称东山管理区。
东山区划分为东升街道，东阳街道，东兴街道和磐东镇3个街道以及1个镇。

## 地理及交通
东山区东接揭东县县城，西连揭东县月城镇与霖磐镇，北至黄岐山，南隔榕江北河与榕城区对望。

## 自然及人文景点
- 黄岐山森林公园
- 沿江路
- 阳美玉雕
- 乔林烧龙